# トイデ・グレンラント
トイデ・グレンラント（Theude Grönland、姓は Grønlandとも、1817年8月31日 - 1876年4月16日）はデンマークの属領であったホルシュタイン公国に生まれた画家である。静物画を得意とした。

## 略歴
当時デンマークの属領であったホルシュタイン公国のハンブルク＝アルトナ（現在はハンブルクの一部）にオルガン演奏家の息子に生まれた。1837年から1839年の間、コペンハーゲンのデンマーク王立美術院で学んだ後、しばらく肖像画家として働き、1840年にアントウェルペンに移り、1842年にパリに移り、その後1846年までイタリアで活動し、花や果物を描く静物画が自分に向いていることを見出した。1846年にパリに戻って結婚し、オーボンヌに移って長男が生まれた。1848年にサロン・ド・パリに出展した作品が1等になり、1855年のパリ万国博覧会の展覧会にも出展し入賞した。1858年にコペンハーゲンのアカデミーの外国会員に選ばれた。何度もロンドンを訪れ、水晶宮の展覧会に出展し、ヴィクトリア女王からも絵の注文を受けた。
1859年から1868年の間は。多くの芸術家の滞在するバルビゾン村に滞在し、1859年には次男もバルビゾンで生まれたが、フランスとドイツの関係が悪くなってきた1869年にベルリンに移った。ベルリンでは実業家、貴族のフランツ・フーベルト・フォン・ティーレ＝ヴィンクラーの邸の装飾もした。
1876年にベルリンで没した。
静物画家になった2人の息子、ルネ(René Grönland:1849-1892)とネル(Nel Grönland:1859-1918)や、ベルリンでマリー・レミー(Marie Remy:1829-1915)やアンナ・アイヒェンス(Anna Eichens:1834-1872)らがグレンラントから静物画を学んだ。

## 作品

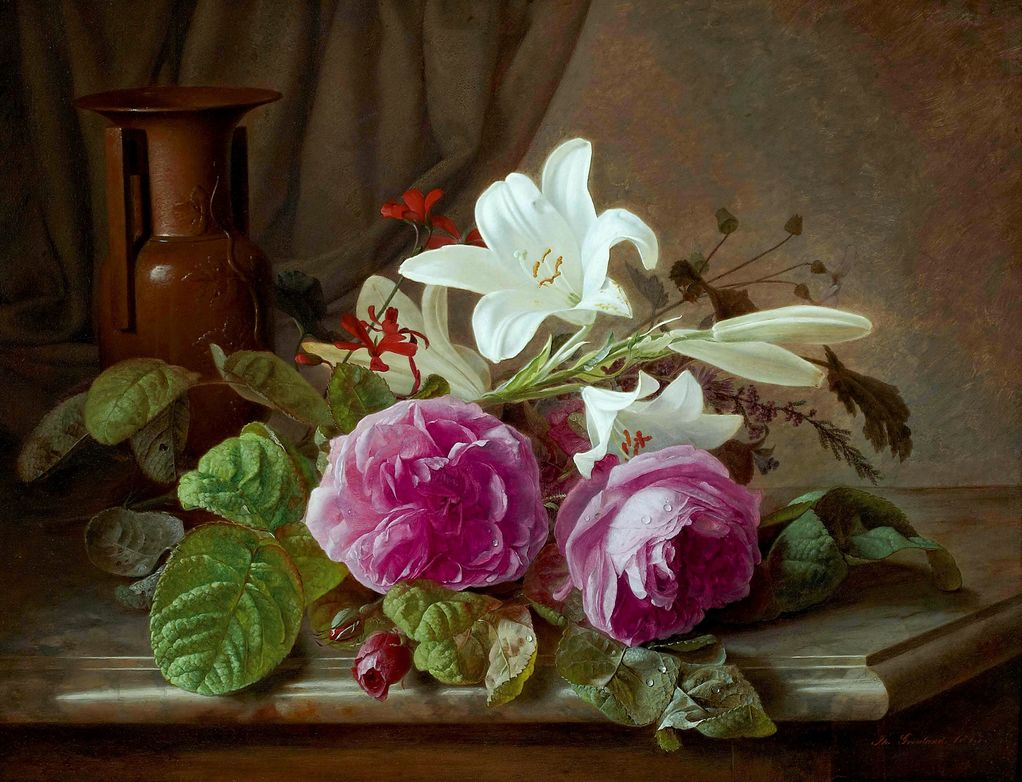
アンティークの花瓶と花 (1845)
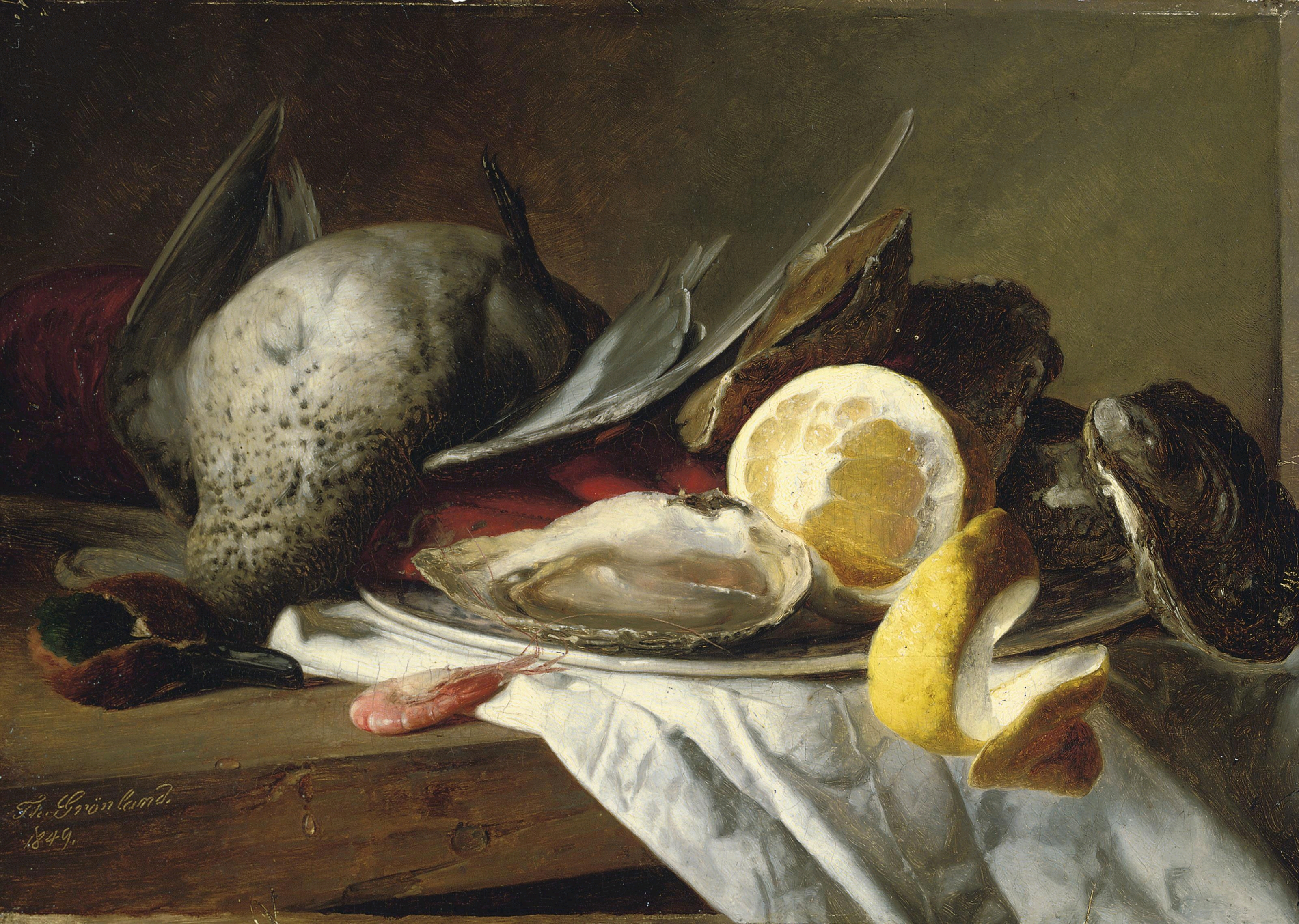
鴨、海老、牡蠣のある静物画 (1849)
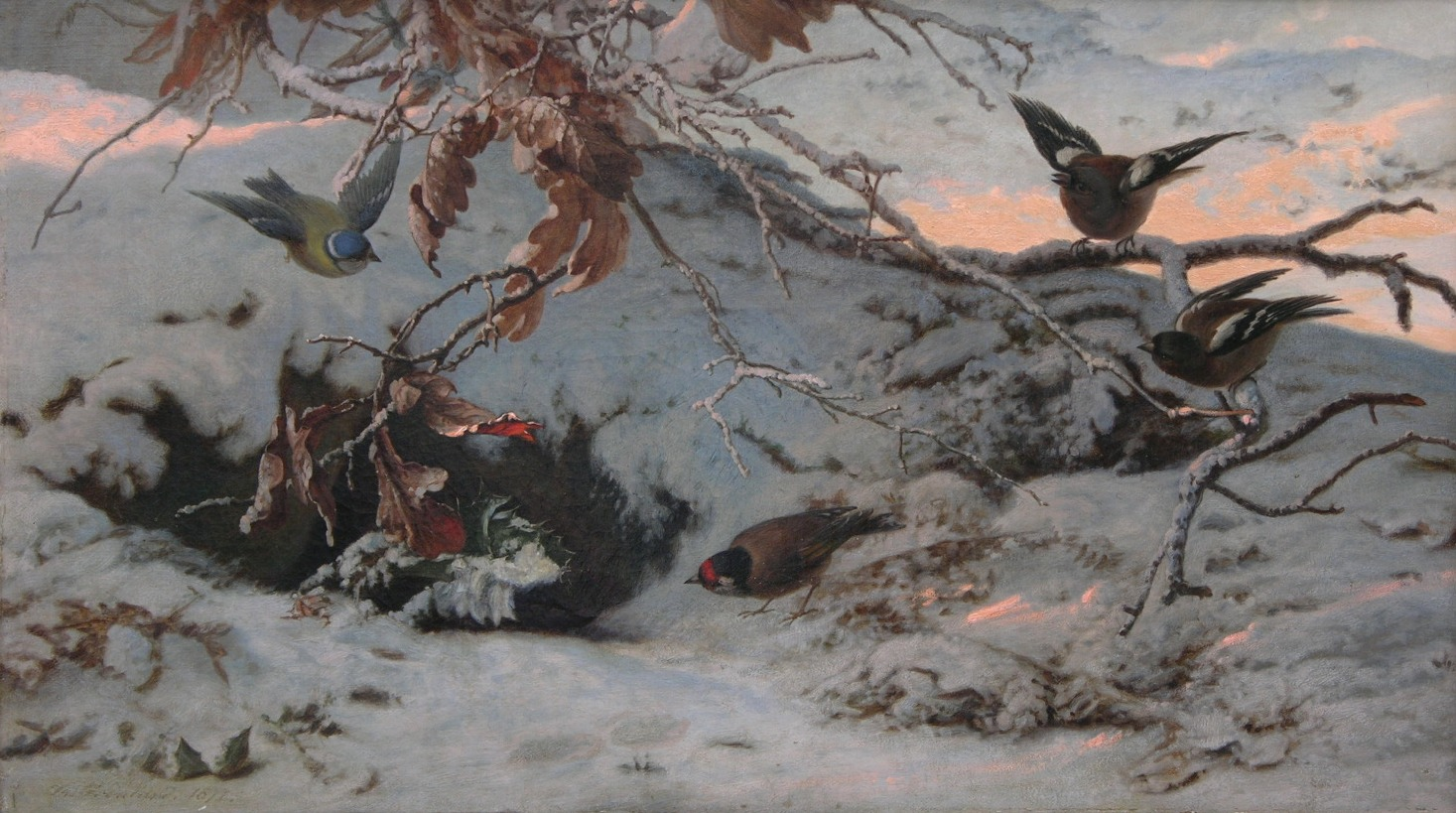
鳥のいる冬の風景(1872)
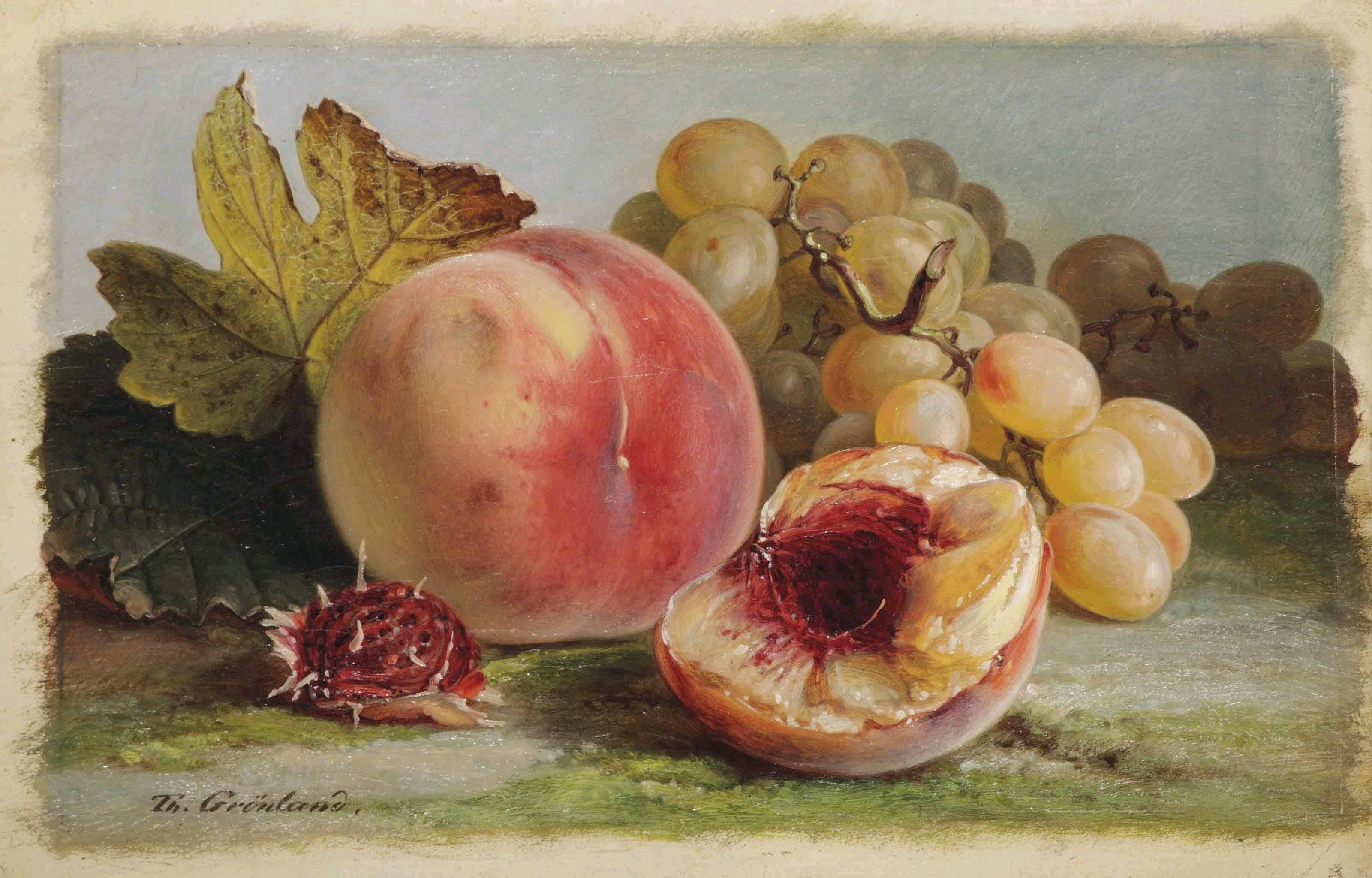
桃と白葡萄